# 克拉希耶
克拉希耶（法語：Crachier，法語發音：[kʁaʃje]）是法国伊泽尔省的一个市镇，位于该省西北部，属于拉图尔迪潘区。

## 地理
克拉希耶（45°32'54"N, 5°13'32"E）面积3.64 平方千米，位于法国奥弗涅-罗讷-阿尔卑斯大区伊泽尔省，该省份为法国东南部内陆省份，北起顺时针与安省、萨瓦省、上阿尔卑斯省、德龙省、阿尔代什省、卢瓦尔省和罗讷省。
与克拉希耶接壤的市镇（或旧市镇、城区）包括：阿尔塔、谢兹讷沃、莫贝克、比永河畔圣阿年。

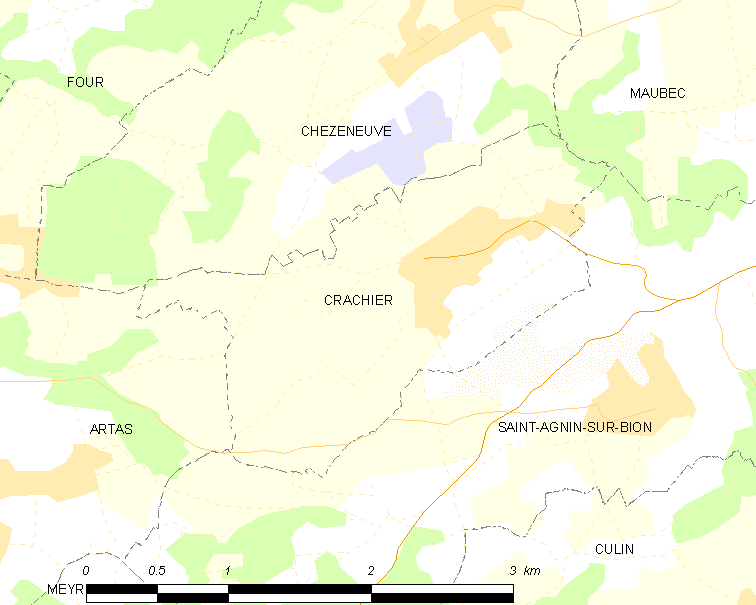
克拉希耶的OSM定位图

克拉希耶的时区为UTC+01:00、UTC+02:00（夏令时）。

## 行政
克拉希耶的邮政编码为38300，INSEE市镇编码为38136。

## 政治
克拉希耶所属的省级选区为利勒达博县。

## 人口

1962-2008年间克拉希耶人口变化图示

克拉希耶于2022年1月1日时的人口数量为590人。